# Edward Bouverie Pusey
Edward Bouverie Pusey, född den 22 augusti 1800 i Pusey, Berkshire, död den 16 september 1882, var en engelsk teolog, sonson till Jacob Bouverie, 1:e viscount Folkestone. 
Pusey blev 1828 professor i hebreiska och de kanoniska böckerna vid Christ Church College i Oxford, vilken befattning han innehade till sin död. Han var redan en berömd man med vidsträckta förbindelser både inom och utom universitetsvärlden, när han 1834 slöt sig till den då unga Oxfordrörelsen och livligt började medarbeta i dess traktatserie. 
Redan Puseys yttre ställning och anseende var av betydelse för rörelsen - "han gav oss en position och ett namn", skriver Newman - men ännu viktigare var den insats Pusey gjorde genom sitt teologiska arbete. Genom Puseys medarbetarskap förändrade traktaterna karaktär, blev grundligare, utförligare och mera vägande. 
Pusey skrev om fasta, bot, dop och nattvard och förfäktade därvid såväl vad som sågs som en romaniserande sakramentslära som den för rörelsen karakteristiska grundåskådningen om den anglikanska kyrkans uppgift att representera den äkta, förromerska katolicismen i skarp motsats till protestantism och kontinental reformation samt i mindre skarp till Rom, som dock genom avvikelser och orättmätiga tillägg avlägsnat sig från den äkta katolicismen. 
Puseys ideal var visserligen en union med Rom, men inte en union, där Rom ensam skulle bestämma villkoren och den anglikanska kyrkan nödgas uppge sin renare katolicism. Inom Oxfordrörelsens leder åtnjöt Pusey anseende för att vara den främste och lärdaste vetenskaplige teologen - ett bevis på hans betydelse för rörelsen är i sin mån, att denna av motståndarna stundom gavs namnet "puseyism", vilket namn sedan inom utlandet på sina håll vann ett visst burskap. 
Ett av Puseys betydelsefullaste bidrag var, att han tillsammans med Newman 1836 började ge ut en engelsk översättning av kyrkofäderna, Library of the Fathers of the Holy Catholic Church. På grund av en 1843 hållen predikan, som anklagades för romersk-katolsk nattvardslära, måste Pusey under två år lämna sin prästerliga tjänstgöring. När emellertid Newman övergått till Rom och rörelsen därmed förlorade sin genialaste man och många med honom, förblev Pusey den anglikanska kyrkan trogen.
Han kom under den följande tiden att ännu mer stå i förgrunden som erkänd teologisk ledare för den högkyrkliga riktningen inom Englands kyrka. För de då framträdande "ritualistiska" strävandena att införa romaniserande gudstjänstbruk inom den anglikanska kyrkan stod Pusey dock främmande; han ville inte härleda dylika konsekvenser från sin "anglokatolska" ståndpunkt.
Viktigast bland Puseys skrifter är hans båda avhandlingar om nattvarden, The Doctrine of the Real Presence, as contained in the Fathers (1856), och försvarsskrifter för denna bok (1857). Till Puseys ära upprättade hans vänner Pusey House i Oxford, där Puseys bibliotek förvaras och några teologer anställts för att i hans anda ägna sig åt teologiskt författarskap.